# メイド・イン・マンハッタン
『メイド・イン・マンハッタン』（原題: Maid in Manhattan）は、2002年に公開されたアメリカ映画。監督はウェイン・ワン。

## 概要
ジョン・ヒューズの書いた話を基にしている（なおヒューズ本人は変名を用いたうえで参加している）なお、この映画はマンハッタンのパークアベニューにあるウォルドルフ＝アストリアホテルで撮影が行われた。

## あらすじ
ホテルのメイドのマリサは、名物宿泊客の政治家で、大統領候補でもあるクリストファー・マーシャルと恋に落ちる。

## キャスト
| 役名                       | 俳優                       | 日本語吹き替え                                                                                                | 日本語吹き替え |
| 役名                       | 俳優                       | ソフト版 | 機内上映版     |
| -------------------------- | -------------------------- | --- | -------------- |
| マリサ・ヴェンチュラ       | ジェニファー・ロペス       | 田中敦子 | 冬馬由美       |
| クリストファー・マーシャル | レイフ・ファインズ         | 堀内賢雄 | 入江崇史       |
| ジェリー                   | スタンリー・トゥッチ       | 大川透 | 相沢正輝       |
| タイ                       | タイラー・ガルシア・ポジー | 甲斐田ゆき |                |
| ポーラ                     | フランセス・コンロイ       | さとうあい |                |
| ライオネル                 | ボブ・ホスキンス           | 樋浦勉 | 石井隆夫       |
| ヴェロニカ                 | プリシラ・ロペス           | 定岡小百合 |                |
| ステファニー               | マリサ・メトロン           | 宮寺智子 |                |
| キーフ                     | ルー・ファーガソン         | 清川元夢 |                |
| キャロライン               | ナターシャ・リチャードソン | 日野由利加 | 雨蘭咲木子     |
| その他                     |                            | 根本泰彦 黒川なつみ 深水由美 滝沢ロコ 坂口賢一 稲葉実 小山武宏 平田絵里子 水野龍司 飯島肇 伊藤栄次 加藤木賢志 |                |

## サウンドトラックについて
- 作曲はアラン・シルヴェストリが担当した。
- オープニングテーマは ポール・サイモンの「僕とフリオと校庭で」。

## 評価
レビュー・アグリゲーターのRotten Tomatoesでは151件のレビューで支持率は38%、平均点は5.10/10となった。Metacriticでは32件のレビューを基に加重平均値が45/100となった。

## スピンオフ
ABCは2008年8月、この作品のテレビ番組版を、ジェニファー・ロペスのプロデュースの元で制作すると発表した。